# Marcel Deslaurens

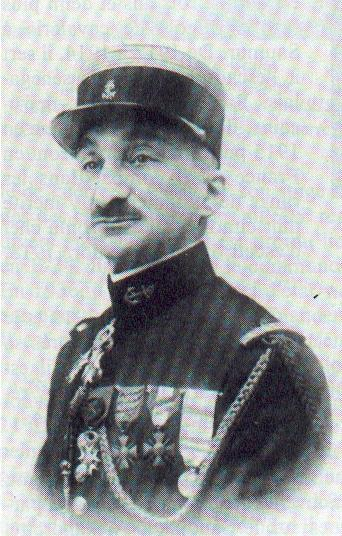
Marcel Deslaurens

Marcel Émile Deslaurens (Bourges, 23 augustus 1883 – Vlissingen, 17 mei 1940) was een Franse brigadegeneraal die op 17 mei 1940 sneuvelde aan de Prins Hendrikweg in Vlissingen, terwijl hij de aftocht van zijn eigen manschappen dekte.

## Biografie

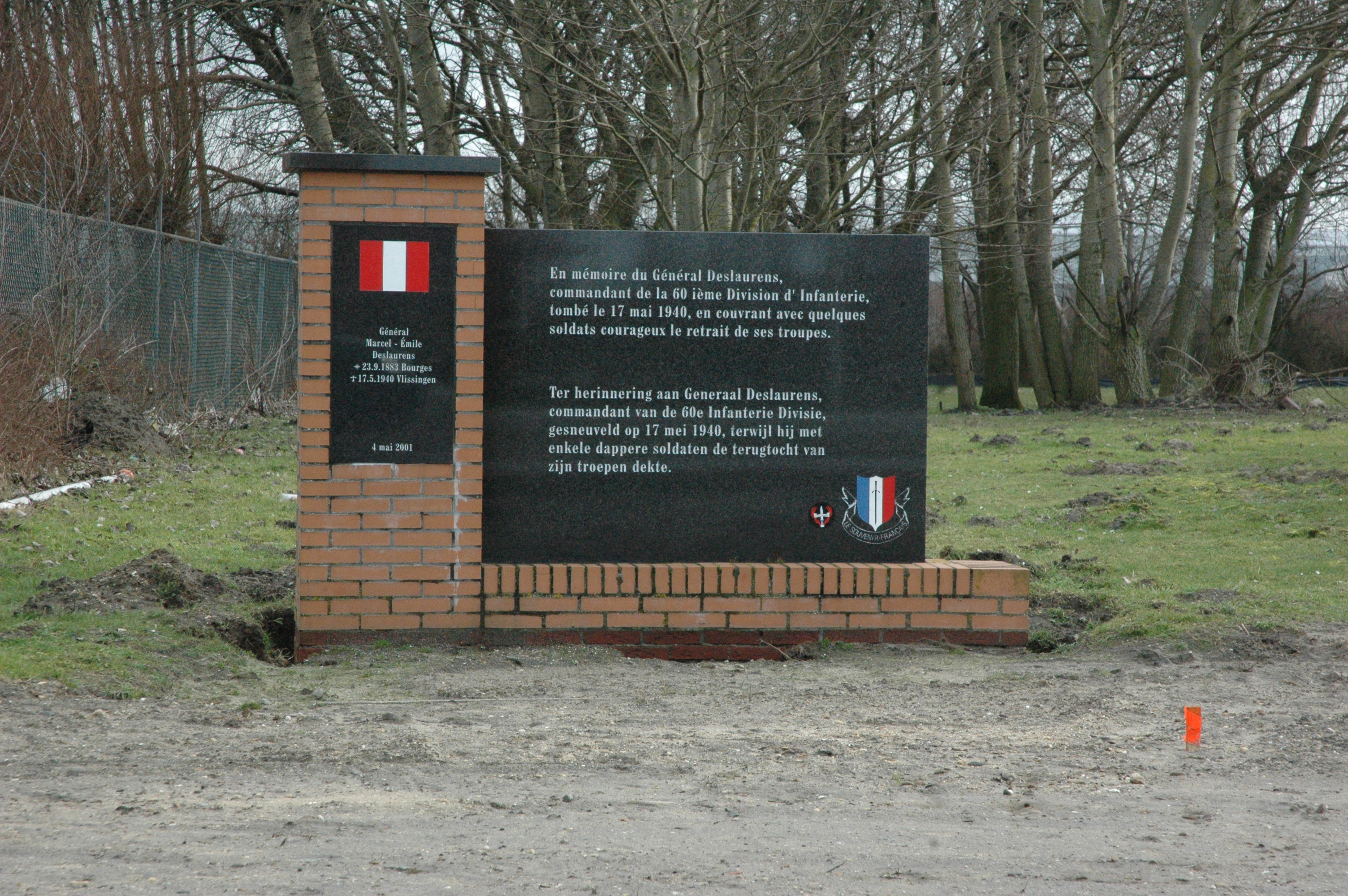
Het Monument voor generaal Deslaurens aan de Prins Hendrikweg in Vlissingen

Generaal Deslaurens voerde het bevel over de Franse troepen die in de meidagen van 1940 in Zeeland meevochten tegen de aanvallende Duitse troepen. Het eiland Walcheren werd op 17 mei 1940 aangevallen via de Sloedam door elitetroepen van het regiment 'Deutschland' van de Duitse Waffen-SS. Na felle gevechten om de Sloedam werd Walcheren nog dezelfde dag ingenomen. In dolle paniek probeerden Franse soldaten Vlissingen te bereiken om per boot naar Breskens te kunnen ontkomen. In Nieuw- en Sint Joosland stalen soldaten zelfs autopeds in een winkel om zo snel mogelijk de veerhaven van Vlissingen te bereiken. Terwijl de inscheping in volle gang was verdedigde generaal Deslaurens met een handvol soldaten de toegang tot de veerhaven. De generaal had de Franse marineofficier die was belast met de evacuatie van de Franse militairen laten weten dat op zijn komst niet behoefde te worden gewacht. Deslaurens moest zijn moedige optreden met de dood bekopen. Hij raakte getroffen in het gezicht en overleed ter plekke. Vrijwel alle Franse militairen konden tijdig naar Breskens vluchten. Deslaurens werd de volgende dag begraven op de Noorderbegraafplaats in Vlissingen. In augustus 1949 werden vanuit Roosendaal de stoffelijke resten van 120 Franse militairen, waaronder die van generaal Deslaurens, naar Frankrijk overgebracht.

## Monument
Ter nagedachtenis aan generaal Deslaurens werd op 4 mei 2001 een monument aan de Prins Hendrikweg onthuld door zijn 83-jarige zoon. Het gemetselde monument werd ontworpen door Jacobus Filius en voorzien van twee plaquettes.

### Linkerplaquette
Op de linkerplaquette staat de tekst:
Général
Marcel-Émile
Deslaurens
23.9.1883 Bourges
17.5.1940 Vlissingen
4 mai 2001

### Rechterplaquette
De tekst op de rechterplaquette luidt:
En mémoire du Général Deslaurens,
Commandant de la 60 ième Division d’Infanterie,
tombé le 17 mai 1940, en couvrant avec quelques
soldats courageux le retrait de ses troupes.
Ter herinnering aan Generaal Deslaurens,
commandant van de 60e Infanterie Divisie,
gesneuveld op 17 mei 1940, terwijl hij met
enkele dappere soldaten de terugtocht van
zijn troepen dekte.